# Gråsidig glasögonfågel
Gråsidig glasögonfågel (Zosterops everetti) är en fågel i familjen glasögonfåglar inom ordningen tättingar.

## Utseende och läte
Gråsidig glasögonfågel är en typisk medlem av familjen med grönaktig ovansida, gråaktig undersida och breda vita ringar runt ögonen. Sången består av ett upprepat kvittrande, men även visslingar och sträva toner kan höras i flykten och underfödosök.

## Utbredning och systematik
Gråsidig glasögonfågel förekommer mestadels i Filippinerna och delas numera vanligen in i sex underarter med följande utbredning:
- Zosterops everetti boholensis – östcentrala Filippinerna
- Zosterops everetti everetti – Cebu
- Zosterops everetti basilanicus – södra Filippinerna
- Zosterops everetti siquijorensis – Siquijor
- Zosterops everetti mandibularis – Suluarkipelagen (Sulu, Tawitawi, Jolo, Bongao, Sanga Sanga)
- Zosterops everetti babelo – Talaudöarna (Karakelong och Salebabu)

Tidigare behandlades taxonen tahanensis och wetmorei i södra Thailand, på Malackahalvön och Borneo som en del av gråsidig glasögonfågel. DNA-studier visar dock att de är närmare släkt med taxonet auriventer, tidigare och i viss mån fortfarande behandlad som en del av indisk glasögonfågel (Z. palpebrosus). Dessa urskiljs numera oftast tillsammans som den egna arten malajglasögonfågel (Z. auriventer). Taxonet gilli, tidigare ansedd som en del av Zosterops montanus, anses numera utgöra en synonym till nominatformen av gråsidig glasögonfågel.

## Levnadssätt
Arten hittas i bergstrakter i skogskanter, trädgårdar, buskmarker och ibland kring bebyggelse. Den är social och ses ofta födosöka i stora flockar, både tillsammans med artfränder och andra arter. Den rör sig vanligen genom skogens övre skikt, men kan ses närmare marken i skogskanter. 

## Status och hot
Arten har ett stort utbredningsområde, men tros minska i antal, dock inte tillräckligt kraftigt för att den ska betraktas som hotad. Internationella naturvårdsunionen IUCN listar arten som livskraftig (LC).

## Namn
Fågelns vetenskapliga artnamn hedrar Alfred Hart Everett (1848-1898), engelsk administratör i Sarawak 1872-1890, naturforskare och samlare av specimen i Filippinerna och Ostindien. Tidigare kallades den everettglasögonfågel även på svenska, men justerades 2023 till ett enklare och mer informativt namn av BirdLife Sveriges taxonomikommitté.